# Сіньцзян-Уйгурський автономний район
Сіньцзян-Уйгурський автономний район, скорочено — СУАР (кит. 新疆 维吾尔 自治区, пін. xīn-jiāng wéi-wú-ěr zì-zhì-qū; уйг. شىنجاڭ ئۇيغۇر ئاپتونوم رايونى, Shinjang Uyghur aptonom rayoni, Шинҗаң Уйғур аптоном райони) — автономний район на північному заході КНР. Відомий також як Сіньцзян, Китайський Туркестан або Східний Туркестан. Це найбільший район Китаю, його площа становить приблизно 1/6 території країни.

## Географія
СУАР займає серединне розташування в Євразії, його площа становить 1,66 млн км². Китайський Туркестан виходить до державного кордону Китайської Народної Республіки (довжина кордону в межах СУАР становить 5600 км): район межує (з півночі на південь, проти годинникової стрілки) з Монголією, Росією, Казахстаном, Киргизстаном, Таджикистаном, Афганістаном, контрольованим  Пакистаном регіоном Гілгіт-Балтистан та індійською територією Ладакх. Район межує з китайськими провінціями Ганьсу, Цінхай і Тибетським автономним районом.
В давнину територією Сіньцзяну проходив Великий Шовковий шлях.
Східний Тянь-Шань (висота — 7000 м) поділяє Сіньцзян-Уйгурський автономний район на дві частини: північну і південну. Північну займає піщано-суглиниста Джунгарська рівнина, південну — безстічна Кашгарська рівнина, у центральній частині якої розташована пустеля Такла-Макан. Тут лежить Турфанська улоговина — найнижча точка Китаю і Центральної Азії (абсолютна глибина — 154 м). Найвища точка — гора К2 (8611 м), висота якої поступається лише висоті Евересту — розташована на кордоні з Кашміром.
Більша частина території Сіньцзяну геологічно молода, сформована внаслідок стику Євразійської плити з Індо-Австралійською, що сформувало Тянь-Шань, Куньлунь і Памір. Тому Сіньцзян — сейсмічно-небезпечна зона. Старіші геологічні утворення розташовані здебільшого на крайній півночі та сході району.
У Сіньцзяні розташована найвіддаленіша від моря точка землі — Євразійський полюс недосяжності (46°16.8′ пн. ш. 86°40.2′ сх. д. / 46.2800° пн. ш. 86.6700° сх. д.), який перебуває за 2648 км від найближчої берегової лінії.
Основною річкою СУАР є Тарим, тут розташовані витоки Ілі та Іртиша. Основні озера — Лобнор, Баграшкьоль, Ебі-Нур.
Клімат посушливий, різко континентальний, контрастний.
На території району розташовані декілька об'єктів екотуризму, 8 пейзажних районів: Урумчі-Наньшаньський пейзажний район, Тяньчійський пейзажний район, Кам'яний лес в Східно-Джунгарський впадині, Алтайський пейзажний район, Ілійський пейзажний район, Баянгольський пейзажний район, Каши-Хотанський район, Хамійський пейзажний район.

## Історія
Перебуває під владою Китаю з 18 століття; деякі прикордонні ділянки перейшли до Російської імперії 1864 і 1881 рр. Китай ставив питання про їх повернення і вважає 480 км кордону між Сінцзяном і Таджикистаном неправильними.
Ще в середині XX століття переважну більшість жителів становили мусульмани-тюрки, переважно уйгури, а також казахи, монголи, киргизи і таджики. Їхні предки поселилися на території, відомій як Джунгарія і Східний Туркестан, ще в ранньому Середньовіччі.
Протягом майже восьми сторіч (аж до XVIII сторіччя) уйгурська держава неодноразово досягала могутності, справляючи істотний вплив навіть на політику Китаю. До складу Піднебесної територія остаточно увійшла після захоплення цього району військами маньчжурської династії Цин 1759 року (китайська назва «Сіньцзян», означає «Новий кордон»).
Наприкінці 1955 року офіційно оголошено про створення Сіньцзян-Уйгурського автономного району у складі Китайської Народної Республіки.

Прапор Уйгурського руху за незалежність, заборонений в Китаї

З 1950-х років пекінський уряд посилив політику «ханізації» віддаленої провінції, тобто переселення туди представників титульної нації. Виникла вона задовго до приходу до влади Мао Цзедуна, її практикували ще імператори династії Мін (1368—1644).
У період так званої «культурної революції» (наприкінці 1960-х рр.), національна автономія фактично перетворилася на фікцію. Посилена колонізація Сіньцзяна китайським населенням, переселення уйгурів, казахів, дунган, монголів та інших некитайських народів Сіньцзяна в його пустельні посушливі райони, що супроводжувалося утиском прав корінного некитайського населення, викликали різку незадоволеність народів Сіньцзяна й загострення національних суперечностей.
Китайська влада постійно відчуває неспокій з приводу місцевого сепаратизму. У Сіньцзян-Уйгурському автономному районі Китаю діє угрупування «Східний Туркестан», яка виступає за створення мусульманської держави на території низки країн. Китайська влада вважає її терористичною організацією, що спирається на підтримку іноземних держав.

## Адміністративний поділ
— місто на правах префектури;
     — складова Ілі-Казахської АО;
     — де-факто знаходиться під управлінням Сіньцзянського корпусу виробництва і будівництва;
     — Долина Шаксгама і Аксай-Чин відповідно
| Карта | №                               | Назва                               | Назва                  | Назва                         | Назва        |
| Карта | №                               | українською                         | уйгурською             | китайською                    | піньінь      |
| ----- | ------------------------------- | ----------------------------------- | ---------------------- | ----------------------------- | ------------ |
|       | 1                               | Урумчі                              | ئۈرۈمچى شەھرى          | 乌鲁木齐市                    | Wūlǔmùqí Shì |
| 2     | Карамай                         | قاراماي شەھرى                       | 克拉玛依市             | Kèlāmǎyī Shì                  |              |
| 3     | Турфан                          | تۇرپان ۋىلايىتى                     | 吐鲁番地市             | Tǔlǔfān Shì                   |              |
| 4     | Хамі                            | قۇمۇل ۋىلايىتى                      | 哈密地市               | Hāmì Shì                      |              |
| 5     | Чанцзі-Хуейська автономія       | سانجى خۇيزۇ ئاپتونوم ئوبلاستى       | 昌吉回族自治州         | Chāngjí Huízú Zìzhìzhōu       |              |
| 6     | Боро-Тала-Монгольська автономія | بۆرتالا موڭغۇل ئاپتونوم ئوبلاستى    | 博尔塔拉蒙古自治州     | Bó'ěrtǎlā Měnggǔ Zìzhìzhōu    |              |
| 7     | Баянгол-Монгольська автономія   | بايىنغولىن موڭغۇل ئاپتونوم ئوبلاستى | 巴音郭楞蒙古自治州     | Bāyīnguōlèng Měnggǔ Zìzhìzhōu |              |
| 8     | Аксу                            | ئاقسۇ ۋىلايىتى                      | 阿克苏地区             | Ākèsū Dìqū                    |              |
| 9     | Кизилсу-Киргизька автономія     | قىزىلسۇ قىرغىز ئاپتونوم ئوبلاستى    | 克孜勒苏柯尔克孜自治州 | Kèzīlèsū Kē'ěrkèzī Zìzhìzhōu  |              |
| 10    | Кашгар                          | قەشقەر ۋىلايىتى                     | 喀什地区               | Kāshí Dìqū                    |              |
| 11    | Хотан                           | خوتەن ۋىلايىتى                      | 和田地区               | Hétián Dìqū                   |              |
| 12    | Ілі-Казахська автономія         | ئىلى قازاق ئاپتونوم ئوبلاستى        | 伊犁哈萨克自治州       | Yīlí Hāsàkè Zìzhìzhōu         |              |
| 12a   | Тачен                           | تارباغاتاي ۋىلايىتى                 | 塔城地区               | Tǎchéng Dìqū                  |              |
| 12b   | Алтай                           | ئالتاي ۋىلايىتى                     | 阿勒泰地区             | Ālètài Dìqū                   |              |
| A     | Шихецзи                         | شىخەنزە شەھرى                       | 石河子市               | Shíhézǐ Shì                   |              |
| B     | Уцзяцюй                         | ئۇجاچۇ شەھرى                        | 五家渠市               | Wǔjiāqú Shì                   |              |
| C     | Тумшук                          | تۇمشۇق شەھرى                        | 图木舒克市             | Túmùshūkè Shì                 |              |
| D     | Арал                            | ئارال شەھرى                         | 阿拉尔市               | Ālā'ěr Shì                    |              |
| E     | Бейтунь                         | كۆكدالا شەھىرى                      | 北屯市                 | Běitún Shì                    |              |
| F     | Тєменьгуань                     | باشئەگىم شەھىرى                     | 铁门关市               | Tiěménguān Shì                |              |
| G     | Шуанхе                          | قوشئۆگۈز شەھىرى                     | 双河市                 | Shuānghé Shì                  |              |
| H     | Кокдала                         | كۆكدالا شەھىرى                      | 可克达拉市             | Kěkèdálā Shì                  |              |
| I     | Куньюй                          | قۇرۇمقاش شەھىرى                     | 昆玉市                 | Kūnyù Shì                     |              |
| J     | Хуянхе                          |                                     | 胡杨河市               | Húyánghé Shì                  |              |
| K     | Сіньсін                         |                                     | 新星市                 | ? Shì                         |              |
| L     | Байян                           |                                     | 白杨市                 | ? Shì                         |              |

## Демографія

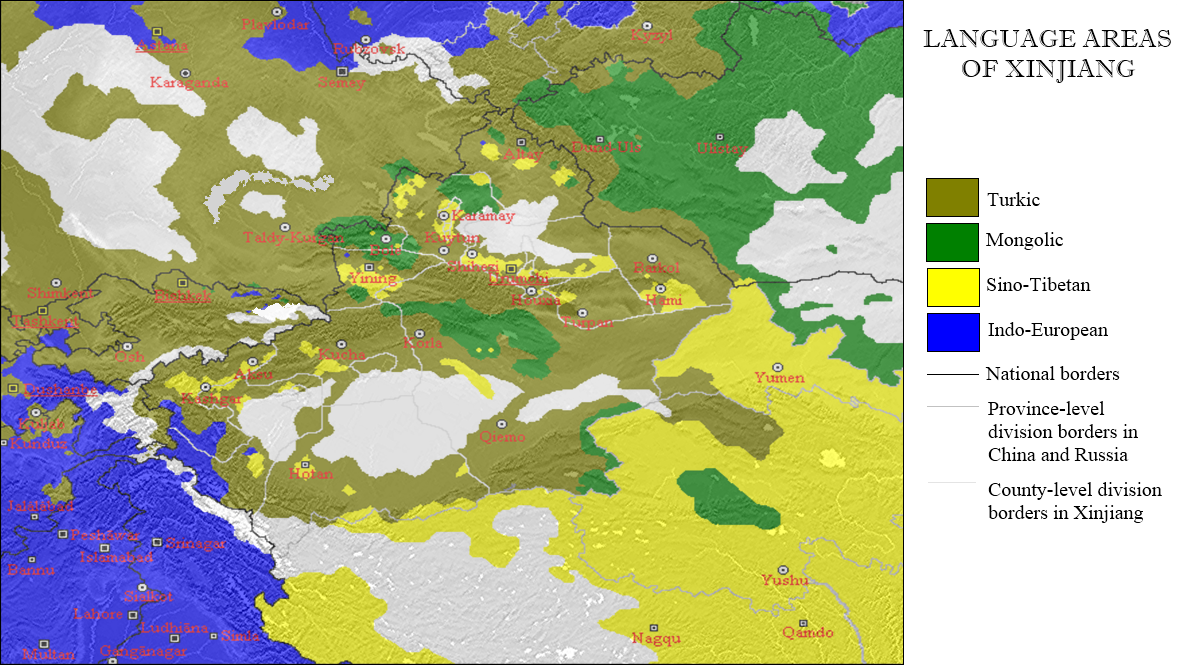
Мапа поширення мов

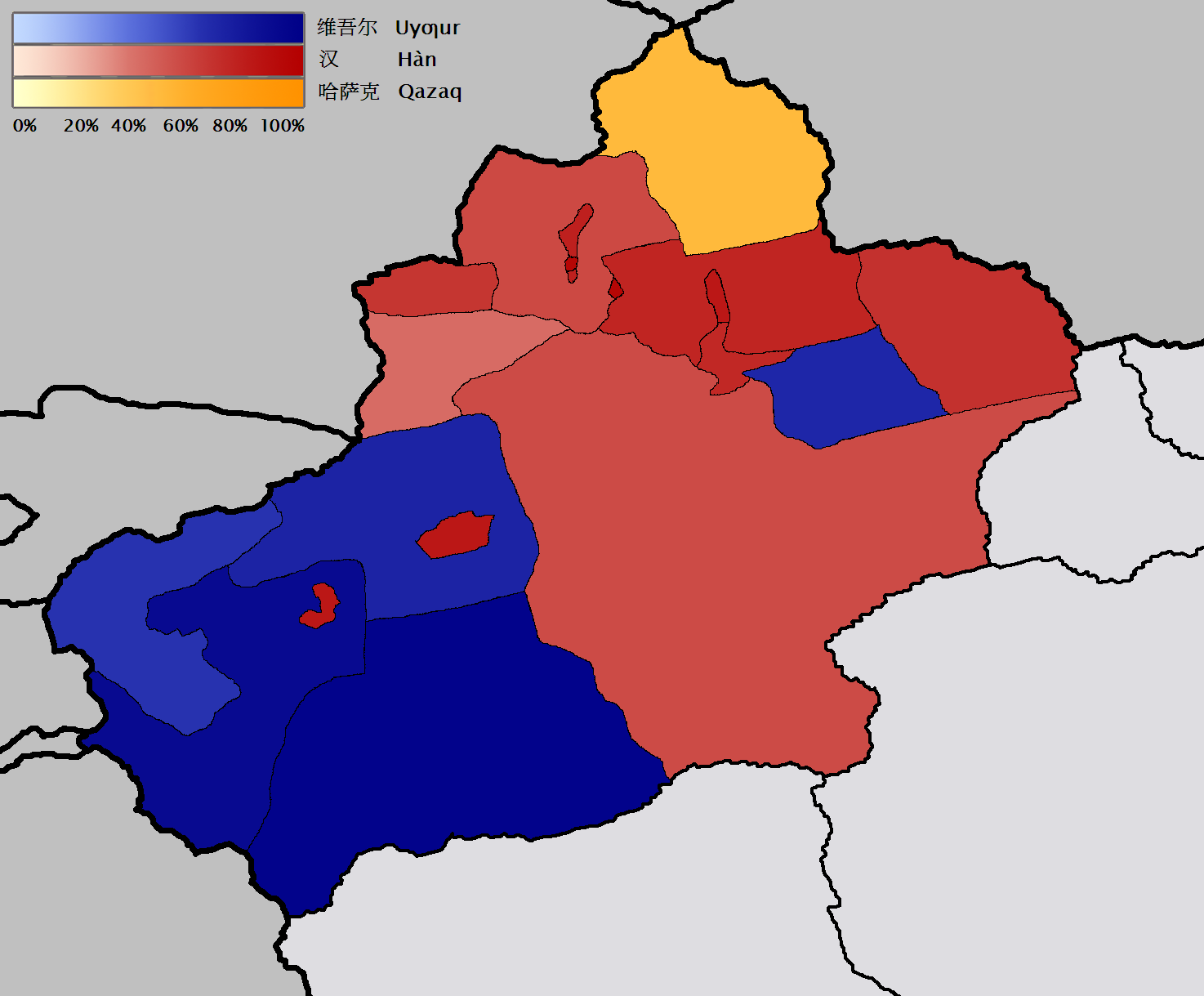
Розселення найбільших етносів у Сіньцзянь-Уйгурському автономному районі.
Уйгури
Китайці
Казахи

За даними перепису населення 2015 року, у Сіньцзян-Уйгурському автономному районі мешкає близько 23,6 млн осіб. Через міграцію частка уйгурів зменшилася з 75 % (понад 3,6 млн) у 1953 році, до 45 % (понад 8,3 млн) у 2000 році. Кількість китайців навпаки збільшилась, з 6 % (300 000 у 1953 році, з них понад 100 000 вояки Народно-визвольної армії Китаю) зросли до 41 % (майже 7,6 млн у 2000 році).
|                                      | Рівень народжуваності | Рівень смертності | Природний приріст |
| ------------------------------------ | --------------------- | ----------------- | ----------------- |
| Сіньцзян-Уйгурський автономний район | 15,32 ‰               | 4,48 ‰            | 10,84 ‰           |
| Китайська Народна Республіка         | 12,10 ‰               | 7,15 ‰            | 4,95 ‰            |

Етноси
У Сінцзяні мешкають близько 17 етносів, найбільший — уйгури. Внаслідок цілеспрямованої державної політики міграції, етноареал уйгурів розмитий китайськими мігрантами, 80 % уйгурів СУАР проживають на південному заході (префектури Кашгар, Хотан, Кизилсу-Киргизька і Аксу, також великі анклави уйгурів є у Кумулі, Турфані, Урумчі, Тачені, Ілі-Казахській АО, та в районі Лобнора).
| Національний склад (2015) | Національний склад (2015) | Національний склад (2015) |
| Народ                     | Чисельність               | %                         |
| ------------------------- | ------------------------- | ------------------------- |
| Уйгури                    | 11 303 300                | 46,42 %                   |
| Китайці                   | 8 611 000                 | 38,99 %                   |
| Казахи                    | 1 591 200                 | 7,02 %                    |
| Хуейцзу                   | 1 015 800                 | 4,54 %                    |
| Киргизи                   | 202 200                   | 0,88 %                    |
| Ойрати, дунсяни, даури    | 180 600                   | 0,83 %                    |
| Сарикольці                | 50 100                    | 0,21 %                    |
| Сибо                      | 43 200                    | 0,20 %                    |
| Маньчжури                 | 27 515                    | 0,11 %                    |
| Туцзяни                   | 18 780                    | 0,086 %                   |
| Узбеки                    | 15 760                    | 0,066 %                   |
| Росіяни                   | 11 800                    | 0,048 %                   |
| Мяо                       | 7 006                     | 0,038 %                   |
| Тибетці                   | 6 153                     | 0,033 %                   |
| Чжуани                    | 5 642                     | 0,031 %                   |
| Татари                    | 5 183                     | 0,024 %                   |
| Салари                    | 3 762                     | 0,020 %                   |
| Інші                      | 129 190                   | 0,600 %                   |

## Найбільші міста
| Місто  | Населення (тис., 2018) | Площа (км²) | Густота |
| ------ | ---------------------- | ----------- | ------- |
| Урумчі | 3,695                  | 596         | 6200    |
| Кашгар | 1,055                  | 130         | 8100    |
| Корла  | 0,785                  | 285         | 2800    |
| Аксу   | 0,675                  | 155         | 4300    |
| Кумул  | 0,56                   | 119         | 4700    |

Розподіл населення за релігією (2010)

## Релігія
Основними релігіями у Сіньцзян-Уйгурському автономному районі є іслам, який поширений серед уйгурів та гуейцзу, китайців в основному сповідують китайську традиційну релігію, конфуціанство, даосизм та буддизм. Мусульмани, згідно з демографічним аналізом 2010 року, становлять 58 % населення провінції. Християни становлять 1 % від усього населення, за даними на 2009 рік.

## Економіка
У 2015 році ВВП Сіньцзян-Уйгурського автономного району склав 932 млрд юанів (150 млрд доларів), 26 місце серед усіх провінцій та автономій Китаю. ВВП на душу населення становив 40 447 юанів (6087 доларів) на рік (22 місце серед провінції та автономій Китаю). Рівень добробуту в автономному районі становив 75 % середнього показника для Китаю.
Виробляють: бавовна, злакові, фрукти в долинах і оазах
Добувають: уран, вугілля, мідь, олово, нафта

## Транспорт
Через СУАР пролягає залізниця Ланьчжоу—Урумчі—Алма-Ата, яка з'єднує КНР з Казахстаном на прикордонному переході Дружба (Достик) (Казахстан) — Алашанькоу (КНР).